# Torse (rivière)
Pour les articles homonymes, voir Torse.
La Torse est une rivière coulant dans la ville d'Aix-en-Provence. Elle prend sa source dans la vallée des Pinchinats, à l'est de la ville, et se jette dans l'Arc en aval du pont des Trois-Sautets, au sud-est.

## Affluents
- ruisseau provenant de Saint-Eutrope
- ruisseau du Prignon

## Parc de la Torse
Cette rivière traverse le parc du même nom. Elle donne également son nom à une bastide, inscrite en 1987 au titre des monuments historiques, et à un pavillon, situés tous deux près de son cours.

La Torse à Aix-en-Provence
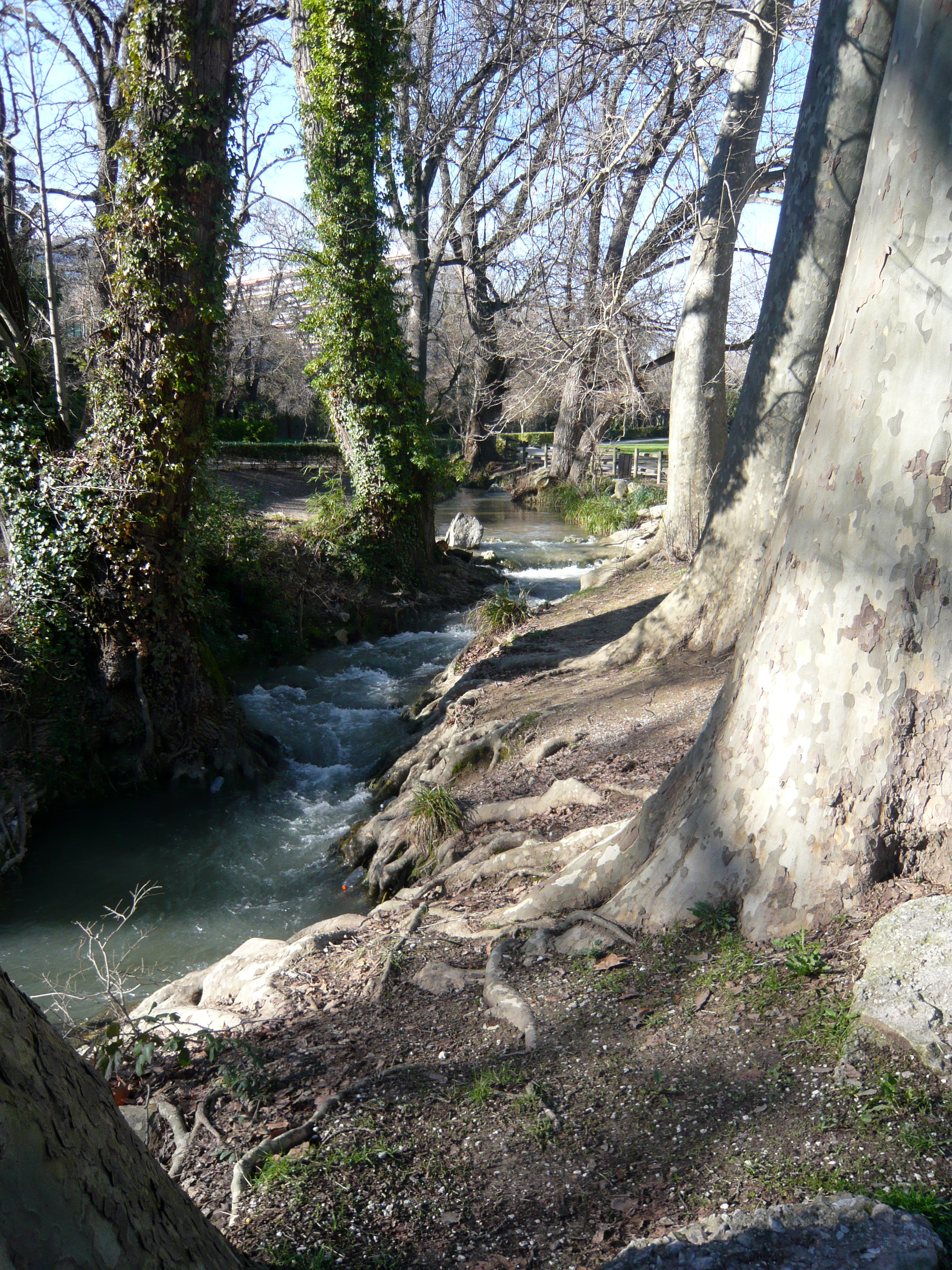
La Torse, parc de la Torse.
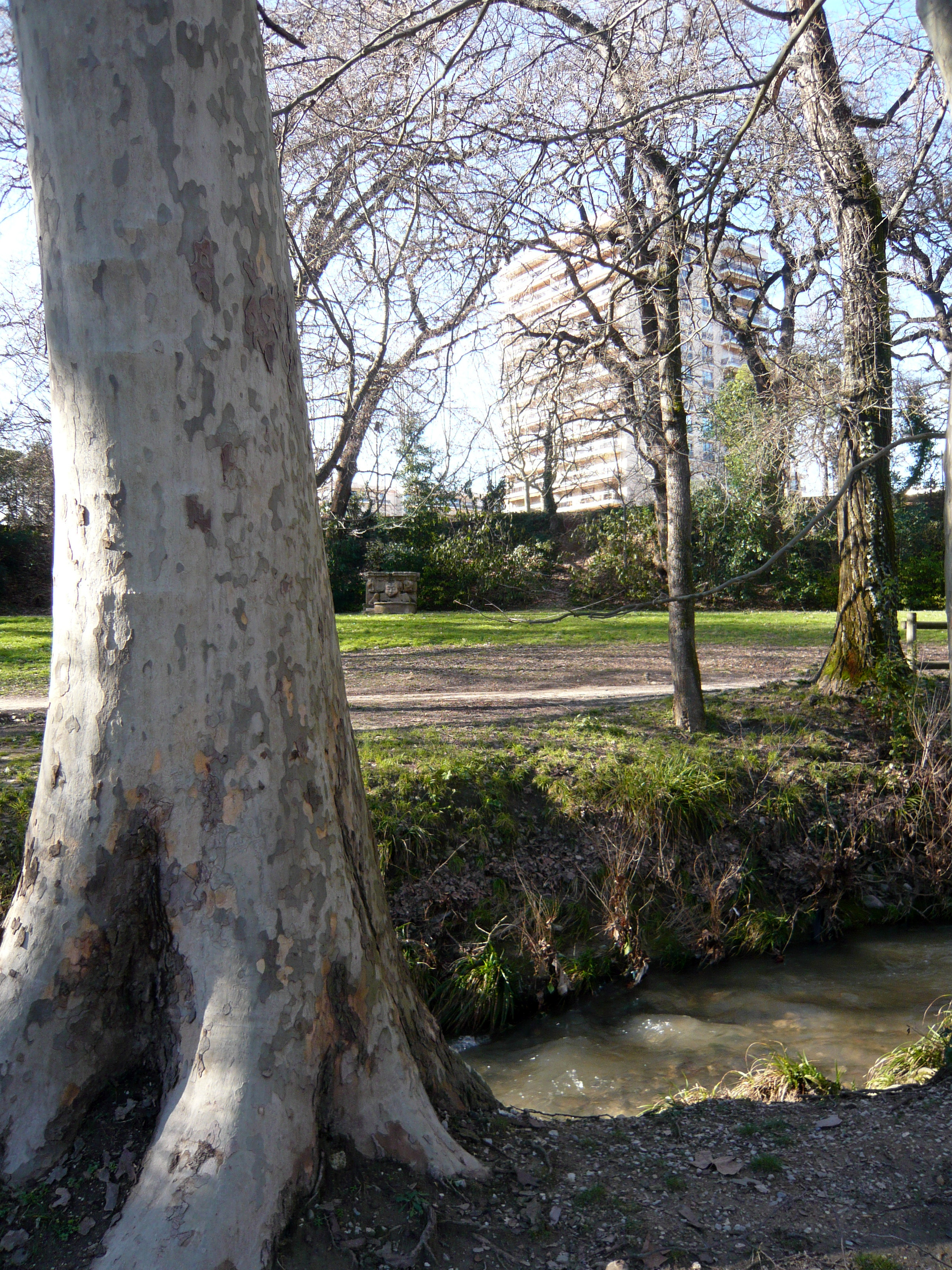
La Torse et la fontaine du parc.
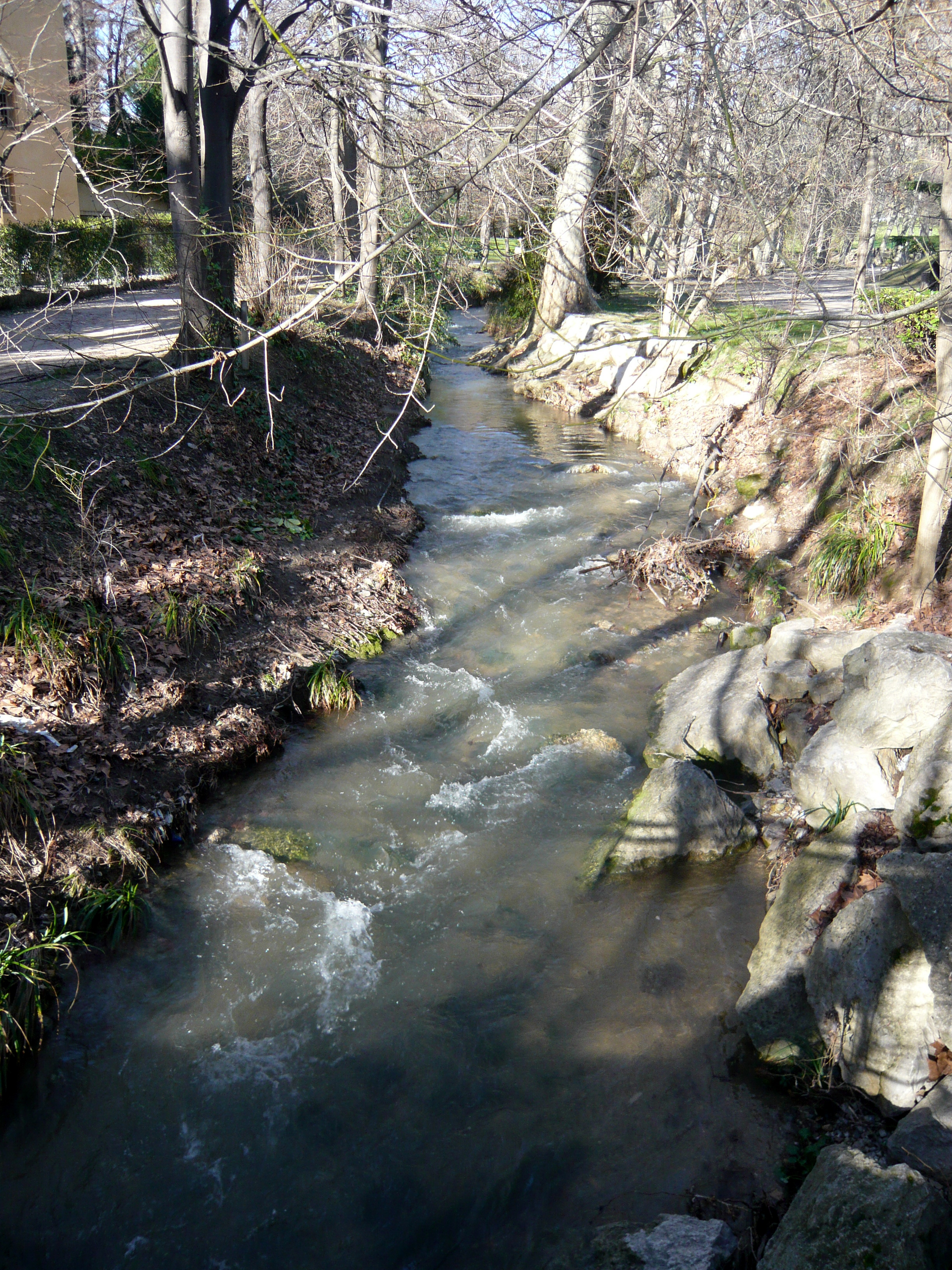
La Torse au pied du pavillon du parc.